# コカ (料理)

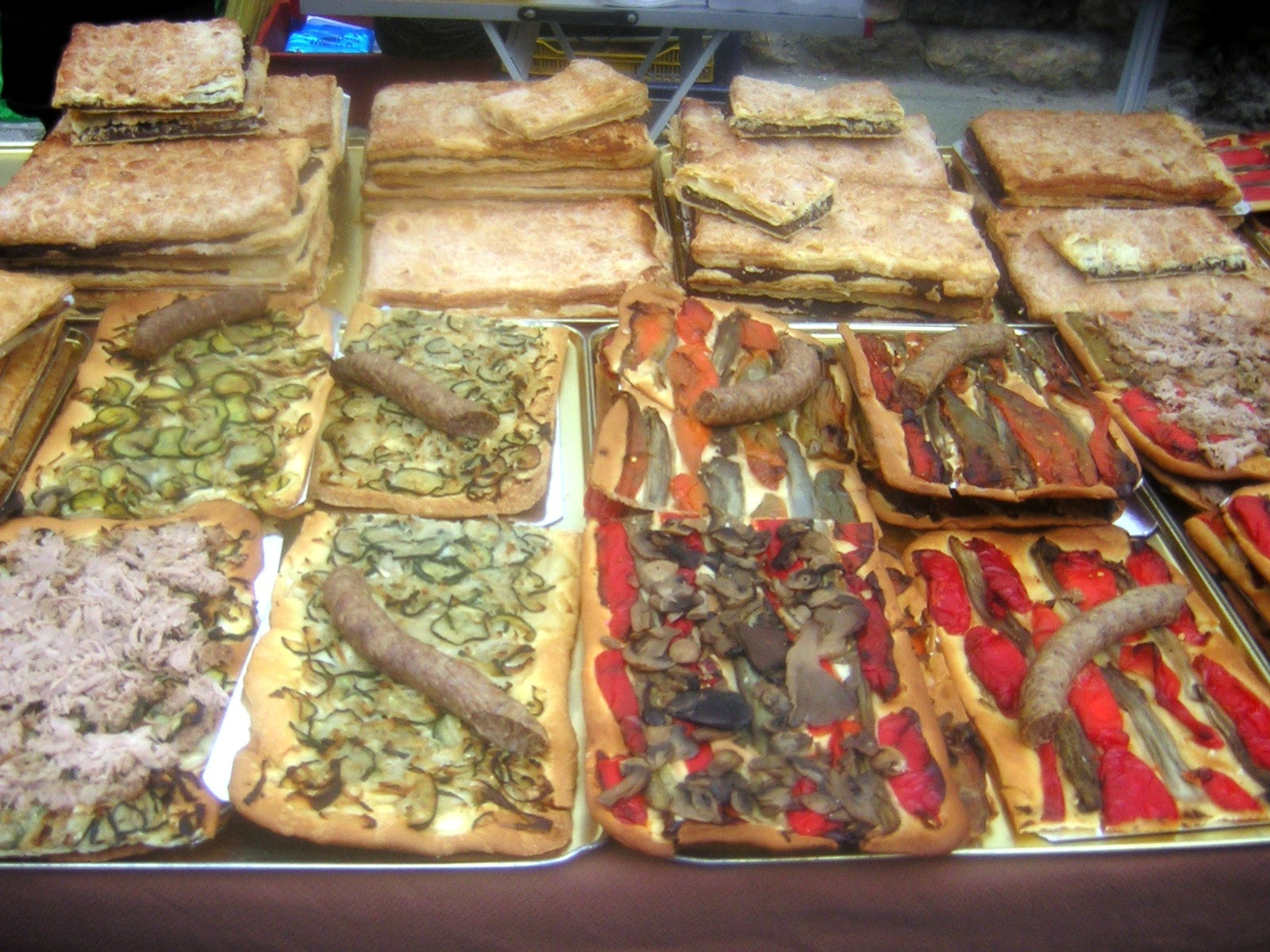
ウルジェイの塩味のコカスと甘いコカス

コカ（カタルーニャ語：coca）とはスペイン東部発祥のパン。現在では酵母で発酵させる作り方が主流だが、元は無発酵パンであった。単数形はcoca（コカ）、複数形はcoques（コカス）という。塩味のコカだけでなく、甘いコカや甘辛いコカも存在する。主にカタルーニャ州、アラゴン州東部、バレンシア州ほぼ全域、バレアレス諸島、アンドラおよび北カタルーニャとも呼ばれるフランスのルシヨンで食べられる。

## 概要
コカはイタリアのピザとよく似ているが、チーズを使わないという点がピザとの大きな違いである。また、オリーブ・オイルをふんだんに生地に練り込むことが特徴といえる。日本でいう「惣菜パン」や「菓子パン」のようなもので、スペインではパン屋が作るのが一般的である。調理法は地方によって違いが見られる。町と季節によりコカの生地、中身や具材は様々であるため、とても種類が多い。

## 地方による分類
コカの種類は地方により様々である。
- マジョルカ風 -鉄板いっぱいに焼いた四角いもの
- カタルーニャ風-わらじ型
- バレンシア風-生地で具材を包み込んだもの

## コカの色々

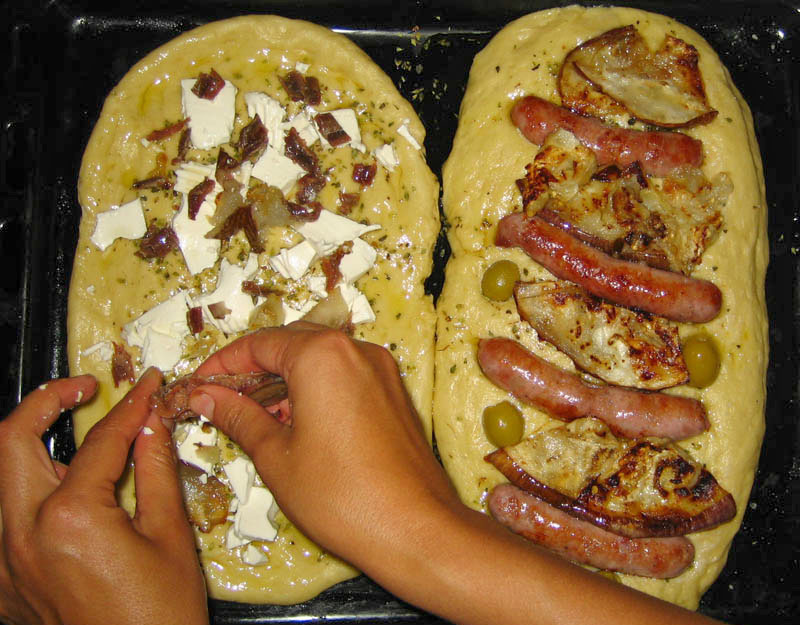
塩味のコカ
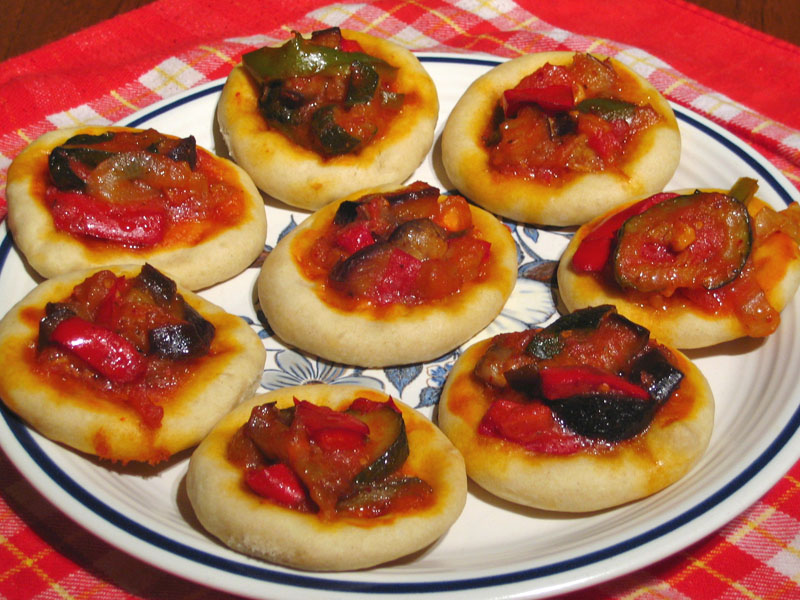
コカス・デ・ムリャドル（ラタトゥイユに似た料理、ムリャドルのコカス）
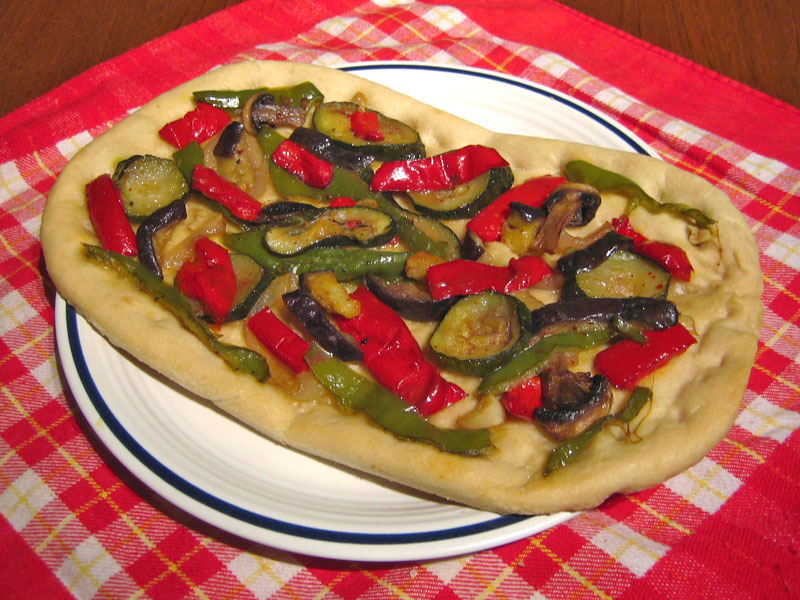
コカ・デスペンカート（グリル野菜のコカ）
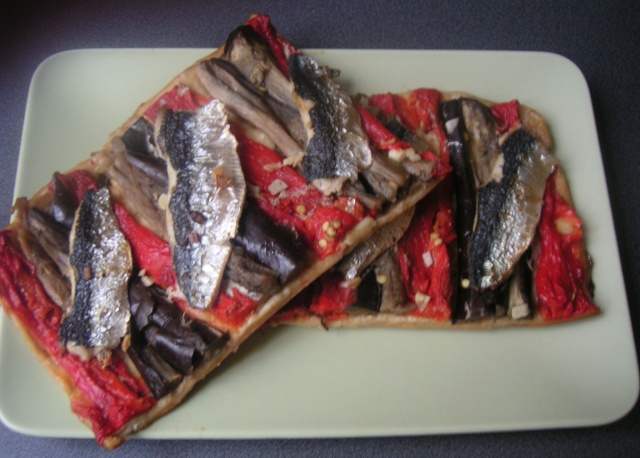
コカ・デ・レカプテ・アンブ・サルディネス（グリル野菜とサーディンのコカ）
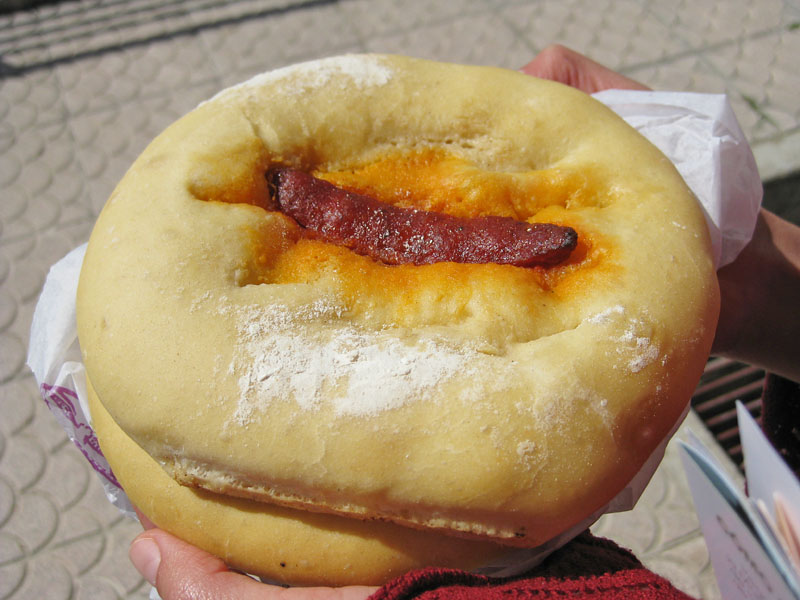
バレンシア州エル・ベルジェのコカ・デ・ショリス（チョリソのコカ）
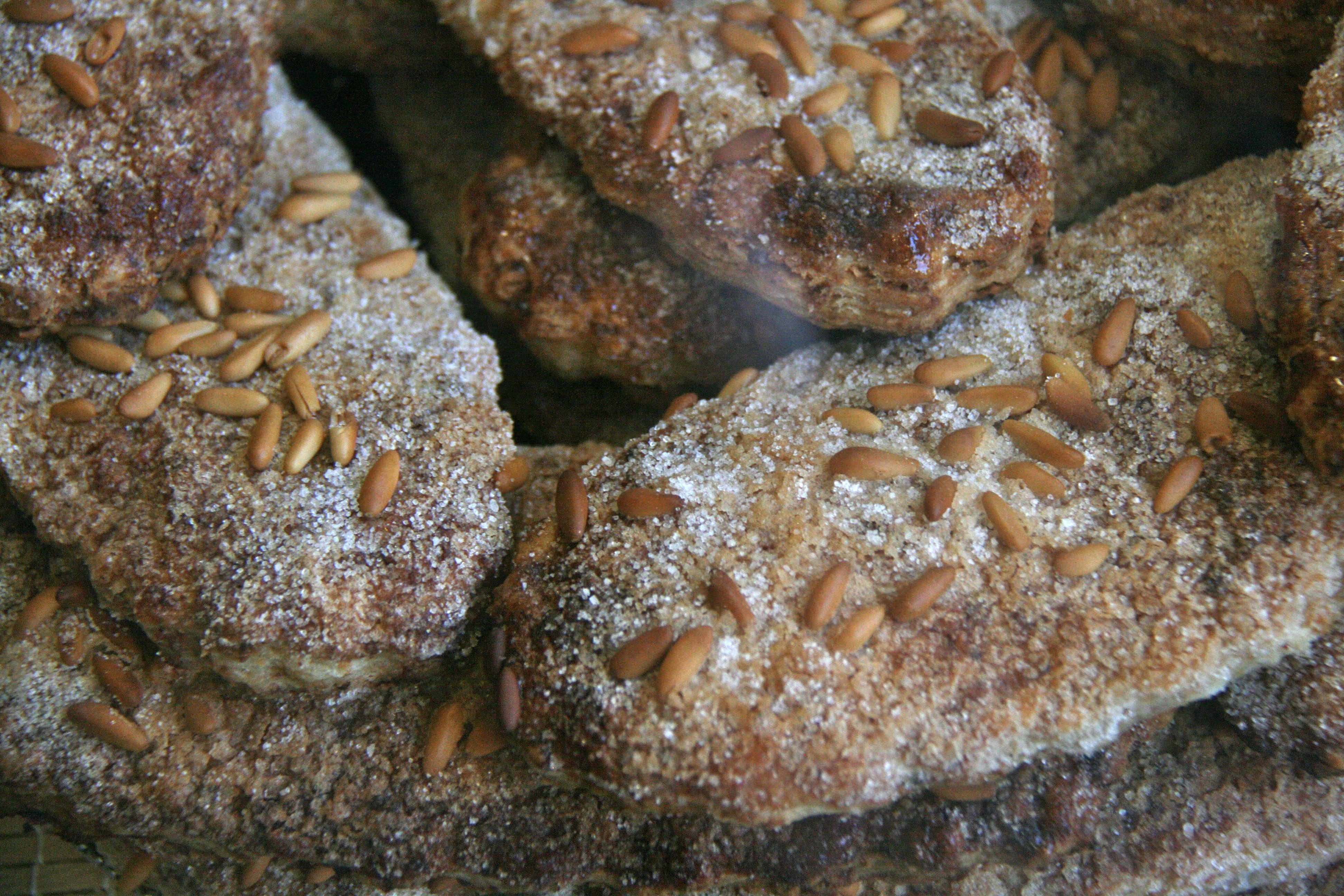
バルセロナのベーコンなどが入ったコカ・デ・リャルドン
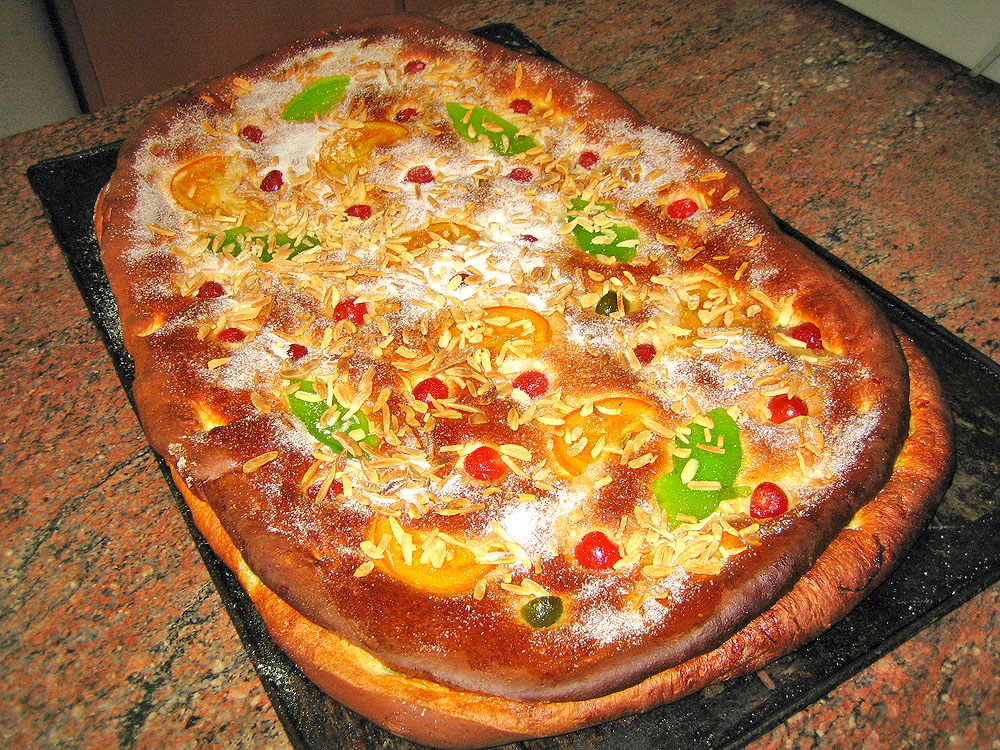
聖ヨハネの前夜祭に食べられるカタルーニャ州のコカ・デ・サント・ジョアン
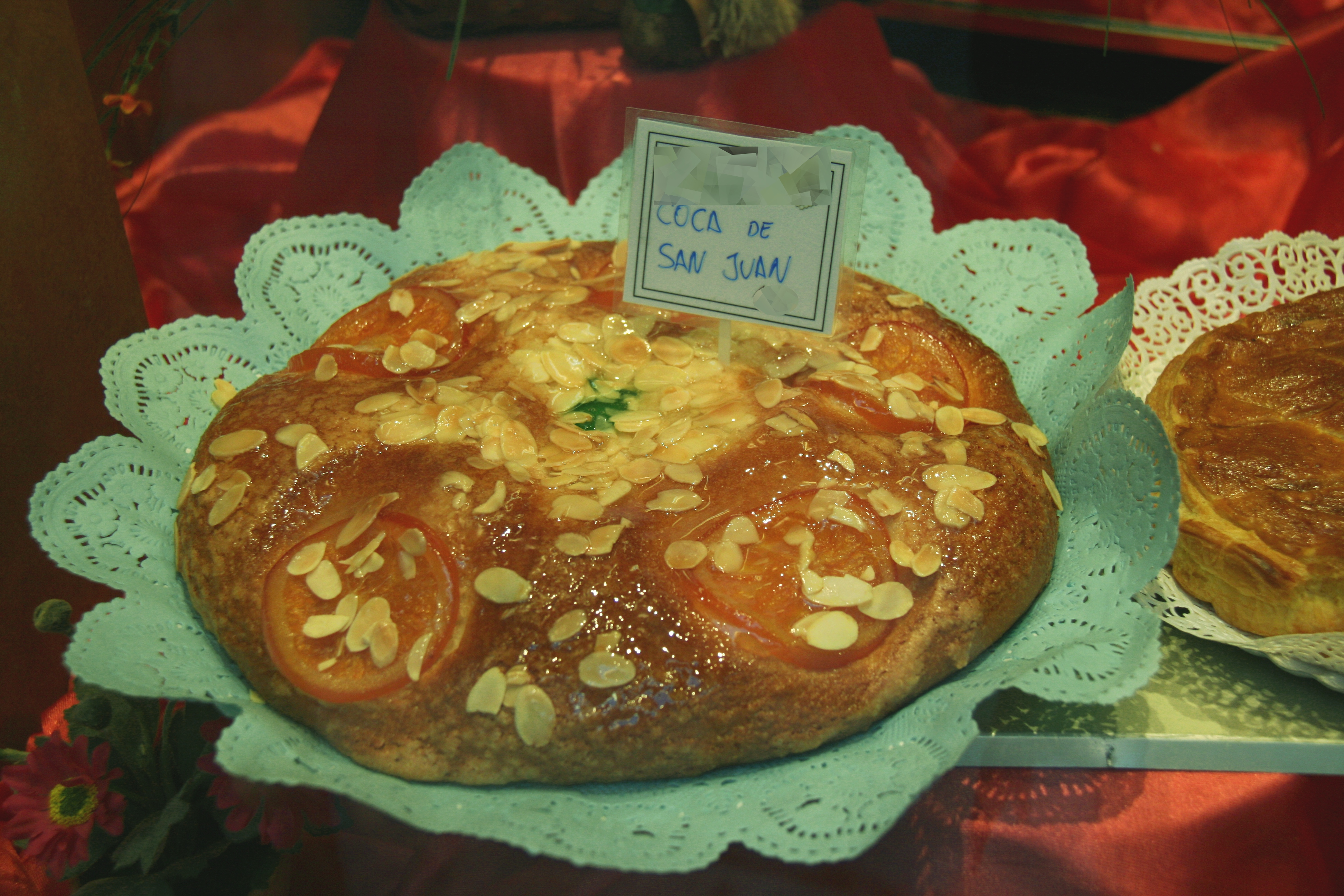
聖ヨハネの前夜祭に食べられるアリカンテのコカ・デ・サン・ジュアン
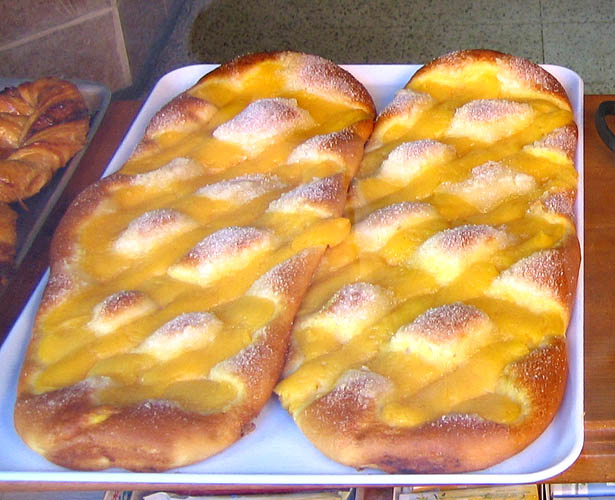
コカ・デ・クレマ（カスタードのコカ）
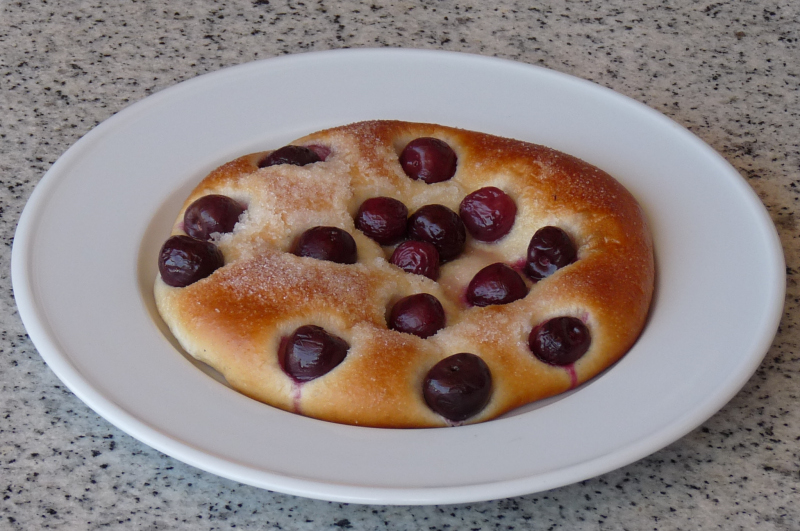
レウスのコカ・アム・シセーレス（サクランボのコカ）
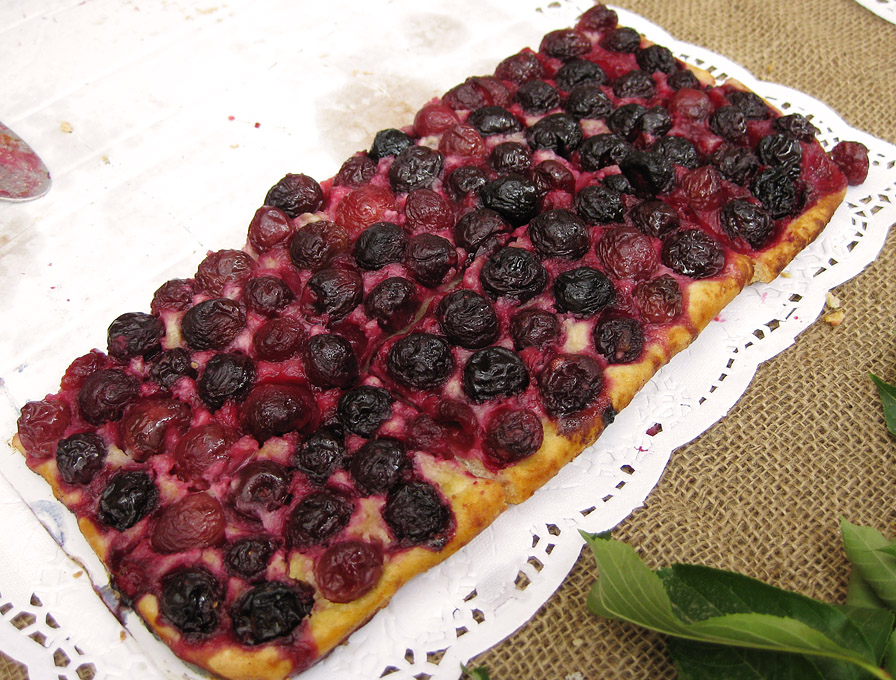
バレンシア州サルサデーリャのコカ・デ・シセーラ（サクランボのコカ）
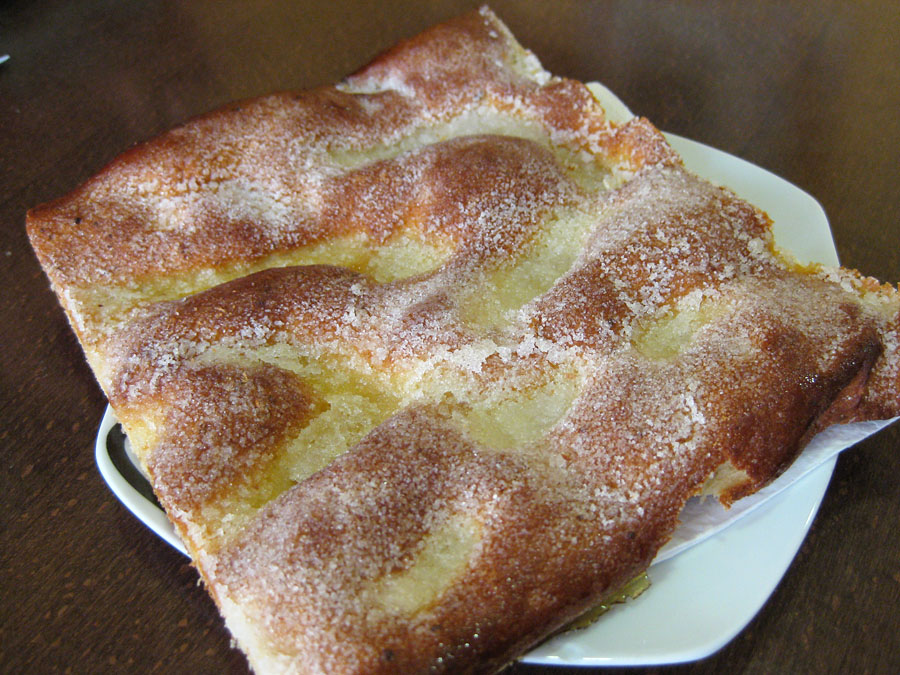
カタルーニャ州タラグネスのコカ・ダニス（アニスのコカ）
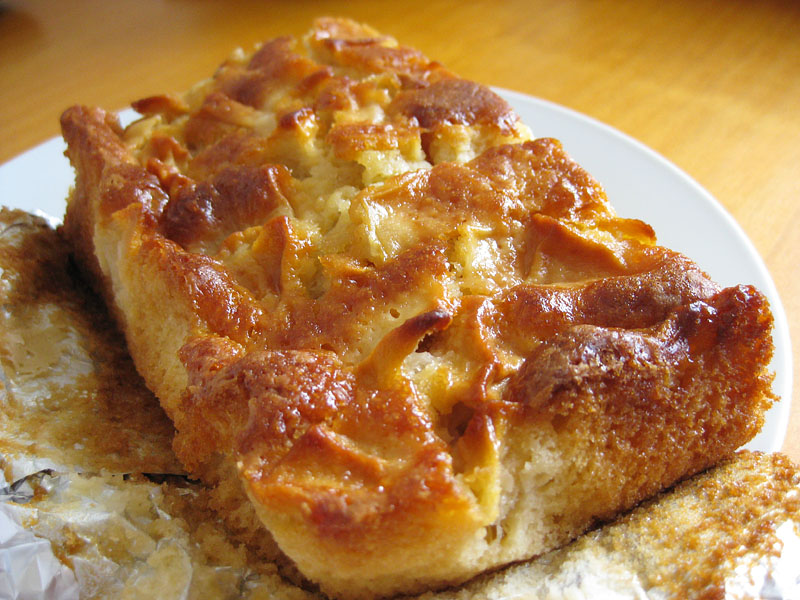
バレンシア州リベーラ・アルタのコカ・デ・リャンダ
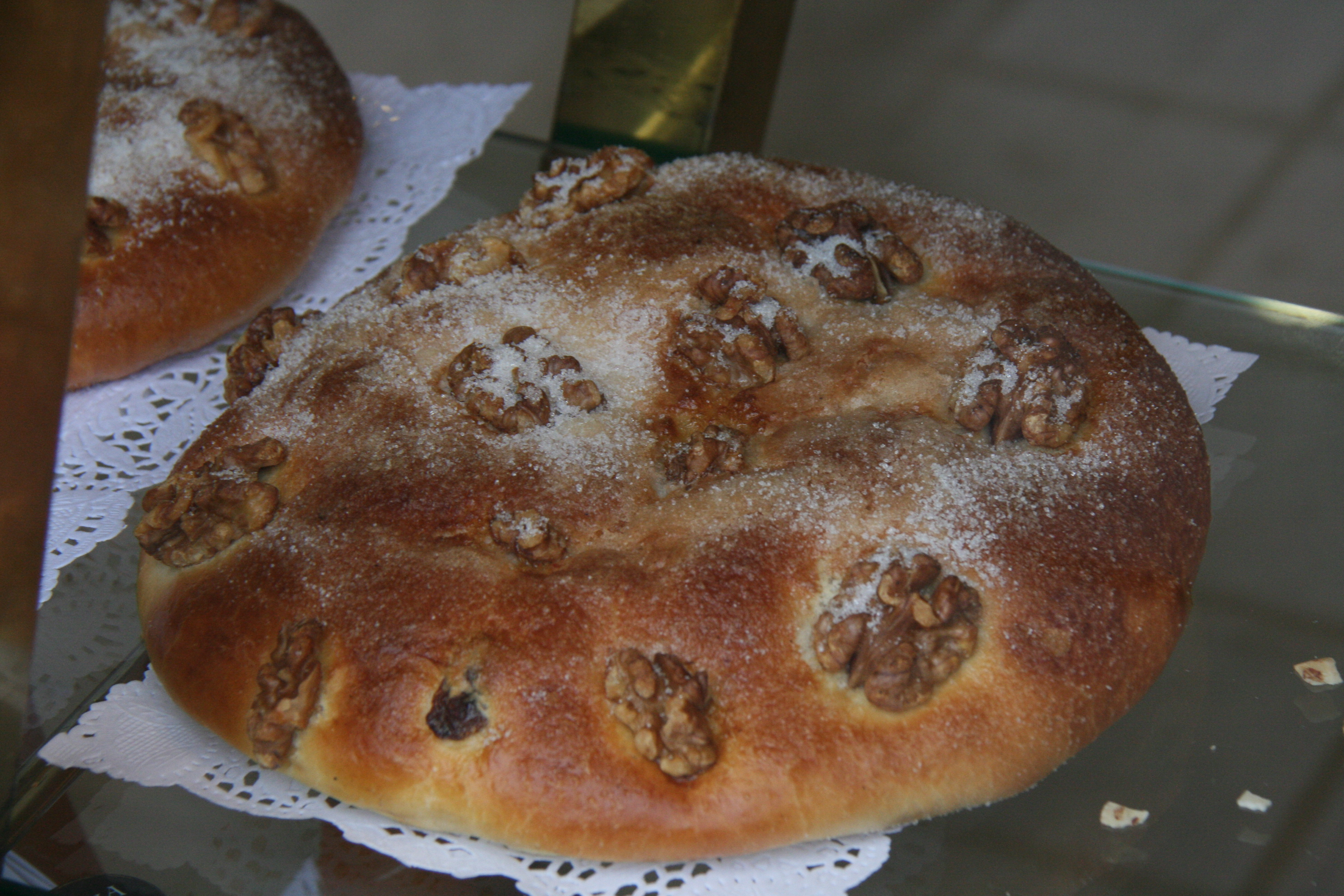
バレンシアのレーズンとクルミのコカ
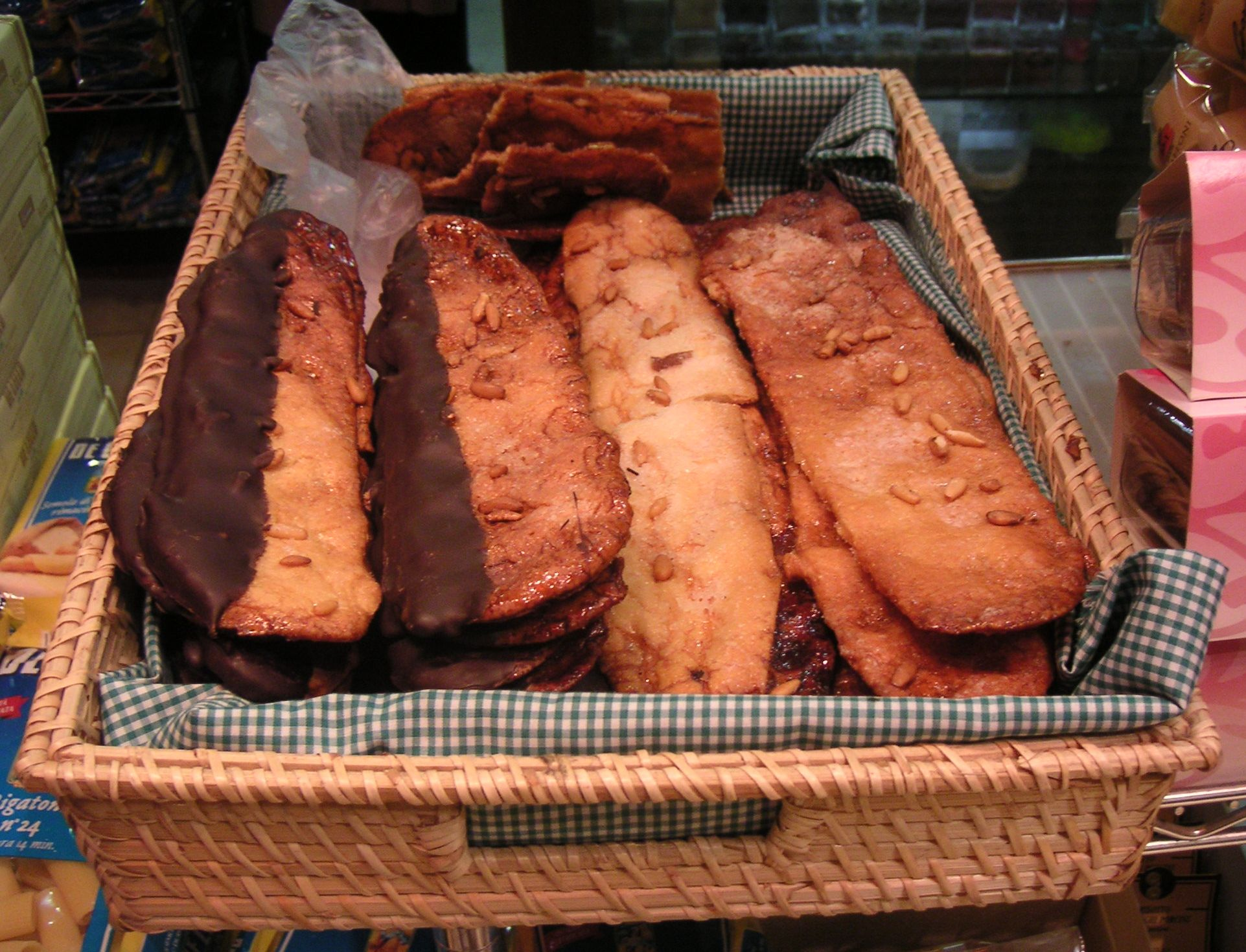
コカス・デ・ビドレ
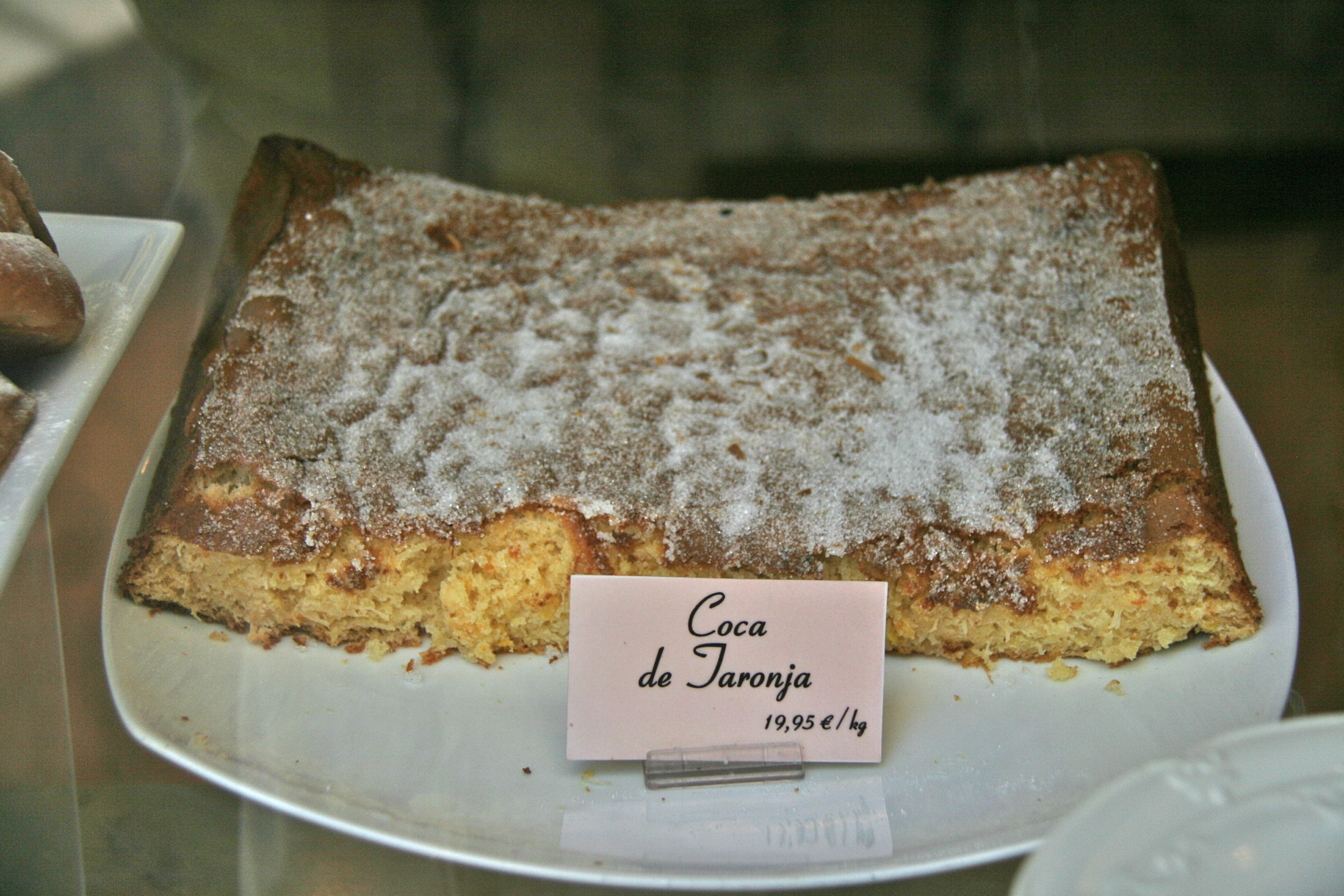
コカ・デ・ラランジャ（オレンジのコカ）
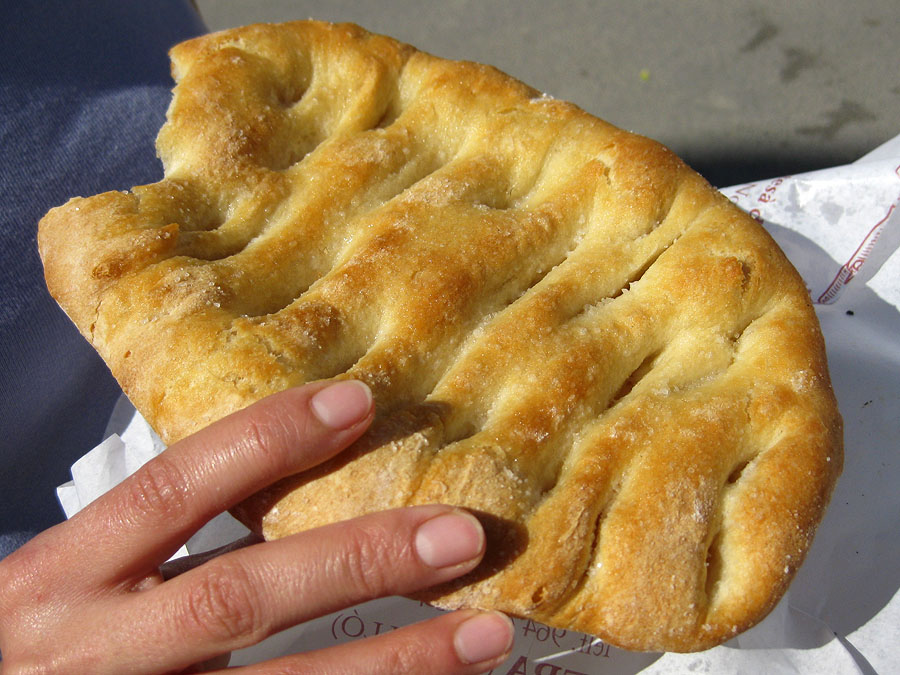
バレンシア州セルベラ・デル・マエストラートのコカ・デ・パ・イ・サル（塩のコカ）
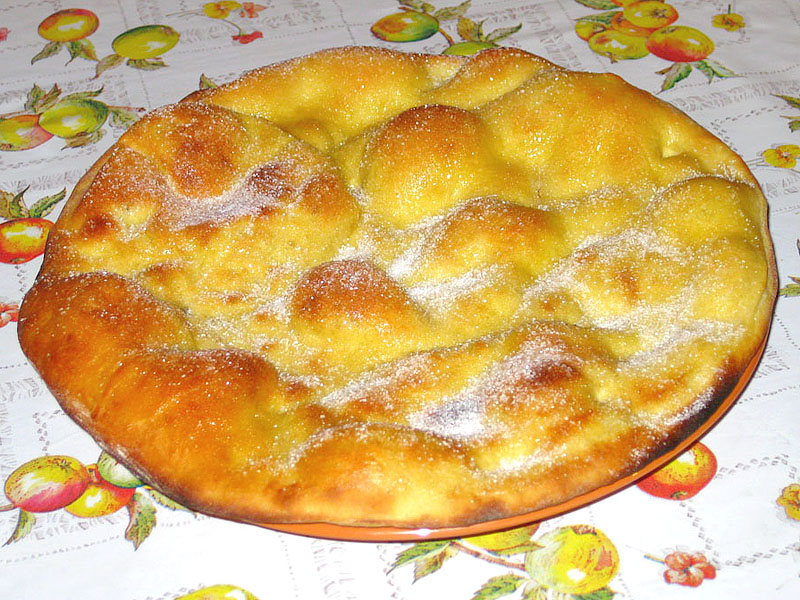
カタルーニャ州プリウラートのコカ・デ・スクレ（砂糖のコカ）